# Škoda 6Mt
Škoda 6Mt – prototypowy wagon metra wyprodukowany przez zakłady Škoda Transportation w 2003 r.

## Historie
W 2003 r. w Pilźnie wyprodukowano jedyny wagon kabinowy o długości 20 metrów. Możliwe było również wyprodukowanie krótszych (16-metrowych, kursujących w niektórych europejskich miastach) i dłuższych wagonów (22-metrowych, eksploatowanych w Azji) a także środkowych wagonów pozbawionych kabiny, które wraz z silnikowymi tworzyłyby składy metra. Wagony miały być częścią nowej generacji pociągów metra z silnikami asynchronicznymi, jednak produkcję zakończono na jednym prototypie. Projekt wyglądu wagonu z charakterystyczną wypukłą ścianą przednią sporządził František Pelikán. W 2004 r. prototyp testowano na torowiskach położonych na terenie producenta. Na początku lutego 2005 wagon przewieziono do praskiej zajezdni Kačerov. W dalszej kolejności odbyły się jazdy próbne na tamtejszej testowej linii kolejowej, po których prototyp powrócił do Pilzna. W październiku 2004 wagon został zaprezentowany uczestnikom dni otwartych zakładu.
Zakłady Škoda Transportation wykorzystały doświadczenia zgromadzone w czasie budowy prototypu do realizacji późniejszych zamówień, np. budowy wagonów serii NěVa dla Petersburga. Wagon typu 6Mt pozostał własnością zakładów Škoda; po wyposażeniu w pantograf połówkowy jest on wykorzystywany jako wagon manewrowy.